# GEO600
GEO600 — гравитационный телескоп, сооружённый в Ганновере (Германия). Целью проекта является регистрация гравитационных волн, образующихся, например, при столкновении чёрных дыр. Лазерный интерферометр GEO600 сравнивает пути, проходимые светом в двух независимых 600-метровых каналах. С 2002 детектор участвовал в совместном сборе данных с коллаборацией LIGO. В 2006 вышел на проектную чувствительность, которая, однако, недостаточна для регистрации гравитационных волн. Принимаются меры по снижению уровня шума.